# منتخب مولدافيا لكرة السلة للسيدات
منتخب مولدافيا الوطني لكرة السلة للسيدات هو ممثل مولدوفا الرسمي في المنافسات الدولية في كرة السلة للسيدات.